# Koznica
Koznica (serbiska: Koznica Planina) är en bergskedja i Kosovo. Den ligger i den östra delen av landet, 17 km öster om huvudstaden Priština.